# 太田秋郎
太田 秋郎（おおた ときろう、1925年 - 1987年1月11日）は、日本の医師、医学博士、専門は消化器外科、鶴岡市立荘内病院第13代院長、全国自治体病院協議会理事。鶴岡市立荘内看護専門学校校長、栄典は正五位・勲三等瑞宝章・藍綬褒章。趣味は釣りと俳句で俳号は瓢六。

## 略歴
- 1925年（大正14年） - 千葉県安房郡鴨川（現・鴨川市）に生れる。
- 1950年（昭和25年） - 新潟医科大学卒業
- 新潟大学医学部研究生、新潟大学医学部附属病院助手を経る。
- 1957年（昭和32年）
  - 7月17日 - 医学博士の学位を取得。
  - 10月 - 荘内病院に外科医長として赴任。この頃は年間に約200人の手術を行う。
- 1960年（昭和35年）1月 - 医療部長 就任
- 1968年（昭和43年）9月 - 荘内病院院長・荘内看護専門学校校長 就任
- 1972年（昭和47年） - 全国自治体病院協議会理事 就任
- 1982年（昭和57年）11月3日 - 藍綬褒章 受章
- 1987年（昭和62年）
  - 1月11日 - 死去。享年61。正五位 勲三等 瑞宝章 叙位叙勲
  - 1月25日 - 荘内病院葬が鶴岡市立中央公民館で行われる。

## 著作物
- 句集『風花』

博士論文
- 「人為低血圧下手術に関する実験的研究」 新潟大学 昭和32年7月17日